# Agrotis fumipennis
Agrotis fumipennis là một loài bướm đêm thuộc họ Noctuidae.